# Berkelland
Berkelland – miasto w Holandii, w prowincji Gelderland. Liczy 44 912 mieszkańców (2012) i zajmuje obszar 284,71 km². Berkelland należy do grona 10 najlepszych gmin wiejskich w Holandii. Bierze swoją nazwę od Berkel, małej rzeki, która przepływa przez miasto.